# Gilbert de Clare, 7è comte de Gloucester
Gilbert de Clare, 7è comte de Gloucester (anglès: Gilbert de Clare)  (Christchurch, 2 de setembre de 1243 - Monmouth, 7 de desembre de 1295), va ser un poderós noble anglès. També era conegut com "Roig" Gilbert de Clare o "The Red Earl", probablement pel seu color de cabell o pel seu temperament ardent a la batalla. Va ocupar el senyoriu de Glamorgan, que era un dels més poderosos i rics dels senyorius de la marxa gal·lesa, així com més de 200 mansions angleses (172 en honor dels Clare).

## Llinatge
Gilbert de Clare era fill de Richard de Clare, 6è comte de Gloucester, 5è comte d'Hertford, i de Maud de Lacy, comtessa de Lincoln, filla de John de Lacy i Margaret de Lincoln. Gilbert va heretar les propietats del seu pare l'any 1262. Va assumir els títols, inclòs Lord de Glamorgan, des de 1263. Com que era menor d'edat a la mort del seu pare, li van nomenar com a tutor en Humphrey de Bohun, segon comte d'Hereford.

## Massacre dels jueus a Canterbury
Durant la Segona Guerra dels Barons a l'abril de 1264, Gilbert de Clare va liderar la massacre dels jueus a Canterbury, com els partidaris de Simó V de Montfort havien fet en altres llocs amb els jueus i els càtars. Els castells de Kingston i Tonbridge de Gilbert de Clare van ser ocupats pel rei Enric III. Tanmateix, el rei va permetre que la comtessa de Clare, Alícia de Lusignan, que es trobava empresonada al castell de Tonbridge, sortís en llibertat perquè era la seva neboda; però el 12 de maig Alícia i Montfort foren denunciats com a traïdors.

## La batalla de Lewes
Dos dies més tard, just abans de la batalla de Lewes, el 14 de maig, Simon de Montfort va nomenar el comte i el seu germà Tomàs. El comte va comandar la divisió central de l'exèrcit baronial, que es va formar a Downs a l'oest de Lewes. Quan el príncep Eduard va abandonar el camp a la recerca de l'ala esquerra derrotada de Montfort, el rei i el comte de Cornualla van ser refusats de nou a la ciutat. Enric es va refugiar al Priorat de St Pancras, i Gilbert va acceptar la rendició del comte de Cornualla, que s'havia amagat en un molí de vent. Montfort i el comte eren ara suprems i Montfort, de fet, rei d'Anglaterra.

## Excomunió

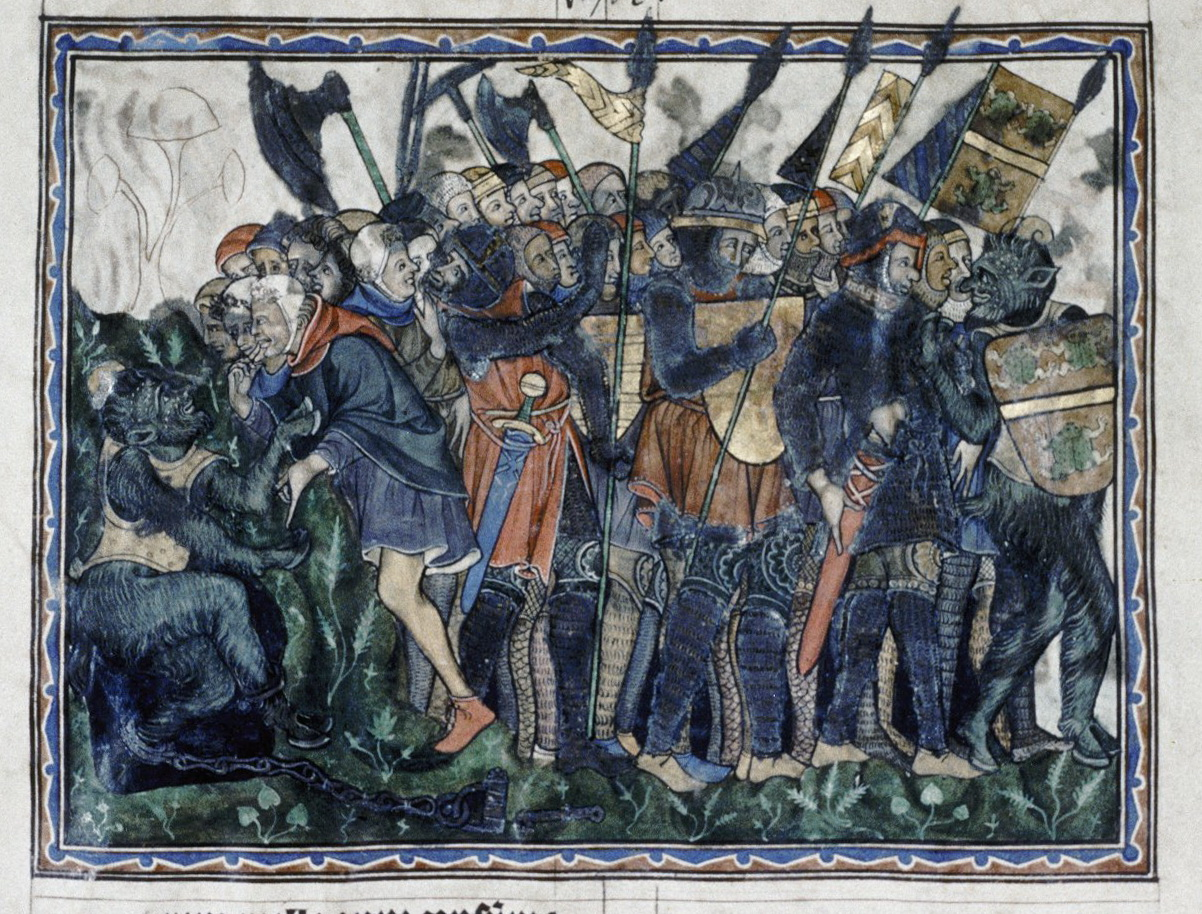
Douce Apocalypse - Bodleian Satan

Douce Apocalipsi, c. 1265–70. El drac, que és Satanàs, torna a sortir (Apoc. 20:7). Entre les banderes de l'exèrcit de Satanàs hi ha la de Gilbert de Clare, comte de Gloucester, que s'havia oposat a Enric III. El 20 d'octubre de 1264, Gilbert i els seus associats van ser excomunicats pel papa Climent IV, i les seves terres es van posar sota un interdicte per ser un rebel. No obstant això, en aquest moment va canviar de bàndol quan es va enfrontar amb Montfort i el comte, per tal d'evitar la fugida de Montfort, va destruir vaixells al port de Bristol i el pont sobre el riu Severn a Gloucester. Havent canviat de bàndol, Clare. Va compartir la victòria del príncep a Kenilworth el 16 de juliol, i a la batalla d'Evesham, el 4 d'agost, en la qual Montfort va ser mort d'una pedrada, va comandar la segona divisió i va contribuir en gran manera a la victòria. El 24 de juny de 1268 va prendre la Creu a Northampton en penediment i contrició per les seves feines passades.

## Activitats com a Lord Marcher
L'octubre de 1265, com a recompensa pel seu suport al príncep Eduard, Gilbert va rebre el castell i el títol d'Abergavenny i l'honor i el castell de Brecknock. A Michaelmas les seves disputes amb Llewelyn l'Últim es van sotmetre a arbitratge, però sense una solució definitiva. Mentrestant, estava construint el castell de Caerphilly en una fortalesa. El 6 d'octubre de 1265 va rebre l'absolució papal de la seva excomunió, i el 9 d'octubre d'aquell any el perdó del rei pel seu antic suport a Montfort.
A finals de l'any 1268 es va negar a obeir la convocatòria del rei per assistir al parlament, al·legant que, a causa de les constants incursions de Llewelyn l'Últim, els seus estaments gal·lesos necessitaven la seva presència per a la seva defensa. A la mort d'Enric III, el 16 de novembre de 1272, el comte va prendre la iniciativa de jurar fidelitat a Eduard I, que es trobava aleshores a Sicília al seu retorn de la croada. L'endemà, amb l'arquebisbe de York, va entrar a Londres i va proclamar la pau a tots, cristians i jueus, i per primera vegada, va aconseguir el reconeixement del dret del fill gran del rei a succeir al tron immediatament. Després, va ser el guardià conjunt d'Anglaterra, durant l'absència del rei, i a l'arribada del nou rei a Anglaterra, l'agost de 1274, el va festejar al castell de Tonbridge.

## La guerra de Gal·les el 1282
Durant la invasió d'Eduard de Gal·les el 1282, Clare va insistir a liderar un atac al sud de Gal·les. El rei Eduard va convertir a Clare en el comandant de l'exèrcit del sud que va envair Gal·les. Tanmateix, l'exèrcit de Clare es va enfrontar al desastre després de ser fortament derrotat en la batalla de Llandeilo Fawr. Després d'aquesta derrota, Clare va ser rellevat de la seva posició com a comandant del sud i va ser substituït per William de Valence, primer comte de Pembroke (el fill del qual havia mort durant la batalla).

## Guerra de la marxa privada
L'any següent, 1291, es va barallar amb el comte d'Hereford, Humphrey de Bohun, 3r comte d'Hereford, net del seu antic tutor, sobre el senyoriu de Brecknock, on Bohun va acusar Clare de construir un castell a les seves terres va culminar amb un guerra privada entre ells. Tot i que els Lords de la marxa era un dret donat a fer una guerra privada, el rei va provar aquest dret en aquest cas, primer els va cridar davant d'un tribunal dels seus companys de la marxa, i després es va adonar que el resultat es veuria afectat per la seva probable evitació de perjudicar un dels seus més grans drets, i van ser cridats tots dos davant el tribunal superior, propi dels Reis. En aquest cas, tots dos van ser empresonats pel rei, tots dos van ser condemnats a perdre les seves terres de per vida i Clare, el comte de Gloucester, com a agressor, va ser multat amb 10.000 marcs, i el comte de Hereford amb 1.000 marcs. Van ser alliberats gairebé immediatament i les terres de tots dos les van restituir completament; tanmateix, tots dos havien rebut una lliçó molt pública i el seu prestigi va disminuir i l'autoritat del rei es va mostrar per a tothom.

## Matrimoni i successió
El primer matrimoni de Gilbert va ser amb Alice de Lusignan, també coneguda com Alice de Valence, filla d'Hug XI de Lusignan i de la família que va succeir a la família Mariscal amb el títol de comte de Pembroke en la persona de William de Valence, primer comte de Pembroke. Es van casar el 1253, quan Gilbert tenia deu anys. Era de gran categoria, sent neboda del rei Enric, però el matrimoni va fracassar. Gilbert i Alícia es van separar el 1267; suposadament, l'afecte d'Alice era el seu cosí, el príncep Eduard. Abans d'això, Gilbert i Alice havien donat dues filles:
- Isabel de Clare (10 de març de 1262 - 1333), després d'haver-se plantejat un matrimoni amb Guy de Beauchamp, 10è comte de Warwick, o possiblement haver tingut lloc i després anul·lat, es va casar amb Maurice de Berkeley, segon baró de Berkeley.
- Joana de Clare (1264 – després de 1302), es va casar amb Duncan Macduff, 7è comte de Fife; Gervase Avenel.

Després de l'anul·lació del seu matrimoni amb Alícia de Lusignan el 1285, Gilbert es va casar amb Joana d'Acre, filla del rei Eduard I d'Anglaterra i de la seva primera esposa Elionor de Castella. El rei Eduard va intentar lligar Clare i els seus béns més a prop de la Corona per aquest mitjà. D'acord amb les disposicions del contracte matrimonial, les seves possessions conjuntes i les extenses terres de Clare només podien ser heretades per un descendent directe, és a dir, proper a la Corona, i si el matrimoni resultava sense fills, les terres passarien als fills que Joan tingués per un altre matrimoni.
El 3 de juliol de 1290, el comte va fer un gran banquet a Clerkenwell per celebrar el seu matrimoni el 30 d'abril de 1290 amb Joana d'Acre després d'esperar que el Papa sancionés el matrimoni. Eduard llavors va donar grans propietats a Gilbert, inclosa una a Malvern. Els drets de caça en disputa d'aquests van provocar diversos conflictes armats amb Humphrey de Bohun, 3r comte de Hereford, que Eduard va resoldre. Gilbert va fer regals al Priorat, i també va tenir un "gran conflicte" sobre els drets de caça i una rasa que va cavar, amb Thomas de Cantilupe, bisbe de Hereford, que va ser resolt per un costós litigi. Gilbert va tenir un conflicte similar amb Godfrey Giffard, bisbe i administrador de la catedral de Worcester (i antic canceller d'Anglaterra. Godfrey, que havia concedit terres al Priorat, va tenir disputes jurisdiccionals sobre el Priorat de Malvern, resoltes per Robert Burnell, l'aleshores canceller. Després, es diu que Gilbert i Joana van agafar la Creu i van marxar cap a Terra Santa, al setembre va signar la carta dels barons al Papa i el 2 de novembre va lliurar al rei la seva pretensió a l'advocat del Bisbat de Llandaff.
Gilbert i Joan van tenir un fill: també Gilbert, i tres filles: Eleanor, Margaret i Elizabeth. Gilbert, comte d'Hertford i Gloucester (1291–1314) va succeir als títols del seu pare i va ser mort a la batalla de Bannockburn. Elionor de Clare (1292–1337) es va casar amb Hugh Despenser el Jove, favorit del seu oncle Eduard II. Hugh va ser executat el 1326 i Elionor es va casar en segon lloc amb Guillem de la Zouche. Margaret de Clare (1293–1342) es va casar primer amb Piers Gaveston (executat el 1312) i després amb Hugh d'Audley. La germana petita Elizabeth de Clare (1295–1360) es va casar amb John de Burgh el 1308 a l'abadia de Waltham, després amb Teobald de Verdun el 1316, i finalment amb Roger d'Amory el 1317. Cada matrimoni va ser breu, va donar lloc a un fill (un fill del 1r, filles pel 2n i 3r), i va deixar vídua Elizabeth.

## Mort i enterrament
Va morir al castell de Monmouth el 7 de desembre de 1295 i va ser enterrat a l'abadia de Tewkesbury, al costat esquerre del seu avi Gilbert de Clare. Les seves extenses terres van ser gaudides per la seva dona supervivent Joana d'Acre fins a la seva mort el 1307.

## Ancestres
|  |                                                                 |  |  |  |  |  |  |  |  |  |  |  |  |  |  |  |
|  | 16. Richard de Clare, 3r comte d'Hertford                       |  |  |  |  |  |  |  |  |  |  |  |  |  |  |  |
|  |                                                                 |  |  |  |  |  |  |  |  |  |  |  |  |  |  |  |
|  |                                                                 |  |  |  |  |  |  |  |  |  |  |  |  |  |  |  |
|  | 8.Gilbert de Clare, 5è comte de Gloucester                      |  |  |  |  |  |  |  |  |  |  |  |  |  |  |  |
|  |                                                                 |  |  |  |  |  |  |  |  |  |  |  |  |  |  |  |
|  |                                                                 |  |  |  |  |  |  |  |  |  |  |  |  |  |  |  |
|  | 17. Amice FitzRobert, comtessa de Gloucester                    |  |  |  |  |  |  |  |  |  |  |  |  |  |  |  |
|  |                                                                 |  |  |  |  |  |  |  |  |  |  |  |  |  |  |  |
|  |                                                                 |  |  |  |  |  |  |  |  |  |  |  |  |  |  |  |
|  | 4.Richard de Clare, 6è comte de Gloucester, 5è comte d'Hertford |  |  |  |  |  |  |  |  |  |  |  |  |  |  |  |
|  |                                                                 |  |  |  |  |  |  |  |  |  |  |  |  |  |  |  |
|  |                                                                 |  |  |  |  |  |  |  |  |  |  |  |  |  |  |  |
|  | 18. Guillem el Mariscal, 1r comte de Pembroke                   |  |  |  |  |  |  |  |  |  |  |  |  |  |  |  |
|  |                                                                 |  |  |  |  |  |  |  |  |  |  |  |  |  |  |  |
|  |                                                                 |  |  |  |  |  |  |  |  |  |  |  |  |  |  |  |
|  | 9. Isabel Marshal                                               |  |  |  |  |  |  |  |  |  |  |  |  |  |  |  |
|  |                                                                 |  |  |  |  |  |  |  |  |  |  |  |  |  |  |  |
|  |                                                                 |  |  |  |  |  |  |  |  |  |  |  |  |  |  |  |
|  | 19. Isabel de Clare, 4a comtessa de Pembroke                    |  |  |  |  |  |  |  |  |  |  |  |  |  |  |  |
|  |                                                                 |  |  |  |  |  |  |  |  |  |  |  |  |  |  |  |
|  |                                                                 |  |  |  |  |  |  |  |  |  |  |  |  |  |  |  |
|  | 2.Gilbert de Clare, 7è comte de Gloucester, 6è comte d'Hertford |  |  |  |  |  |  |  |  |  |  |  |  |  |  |  |
|  |                                                                 |  |  |  |  |  |  |  |  |  |  |  |  |  |  |  |
|  |                                                                 |  |  |  |  |  |  |  |  |  |  |  |  |  |  |  |
|  | 20. Roger de Lacy                                               |  |  |  |  |  |  |  |  |  |  |  |  |  |  |  |
|  |                                                                 |  |  |  |  |  |  |  |  |  |  |  |  |  |  |  |
|  |                                                                 |  |  |  |  |  |  |  |  |  |  |  |  |  |  |  |
|  | 10. John de Lacy, 2n comte de Lincoln                           |  |  |  |  |  |  |  |  |  |  |  |  |  |  |  |
|  |                                                                 |  |  |  |  |  |  |  |  |  |  |  |  |  |  |  |
|  |                                                                 |  |  |  |  |  |  |  |  |  |  |  |  |  |  |  |
|  | 21. Maud de Clere                                               |  |  |  |  |  |  |  |  |  |  |  |  |  |  |  |
|  |                                                                 |  |  |  |  |  |  |  |  |  |  |  |  |  |  |  |
|  |                                                                 |  |  |  |  |  |  |  |  |  |  |  |  |  |  |  |
|  | 5.Maud de Lacy, comtessa de Lincoln                             |  |  |  |  |  |  |  |  |  |  |  |  |  |  |  |
|  |                                                                 |  |  |  |  |  |  |  |  |  |  |  |  |  |  |  |
|  |                                                                 |  |  |  |  |  |  |  |  |  |  |  |  |  |  |  |
|  | 22. Robert de Quincy                                            |  |  |  |  |  |  |  |  |  |  |  |  |  |  |  |
|  |                                                                 |  |  |  |  |  |  |  |  |  |  |  |  |  |  |  |
|  |                                                                 |  |  |  |  |  |  |  |  |  |  |  |  |  |  |  |
|  | 11. Margaret de Lincoln                                         |  |  |  |  |  |  |  |  |  |  |  |  |  |  |  |
|  |                                                                 |  |  |  |  |  |  |  |  |  |  |  |  |  |  |  |
|  |                                                                 |  |  |  |  |  |  |  |  |  |  |  |  |  |  |  |
|  | 23. Hawise de Chester, 1a comtessa de Lincoln                   |  |  |  |  |  |  |  |  |  |  |  |  |  |  |  |
|  |                                                                 |  |  |  |  |  |  |  |  |  |  |  |  |  |  |  |
|  |                                                                 |  |  |  |  |  |  |  |  |  |  |  |  |  |  |  |
|  | 1. Gilbert de Clare                                             |  |  |  |  |  |  |  |  |  |  |  |  |  |  |  |
|  |                                                                 |  |  |  |  |  |  |  |  |  |  |  |  |  |  |  |
|  |                                                                 |  |  |  |  |  |  |  |  |  |  |  |  |  |  |  |
|  | 24. Joan I d'Anglaterra                                         |  |  |  |  |  |  |  |  |  |  |  |  |  |  |  |
|  |                                                                 |  |  |  |  |  |  |  |  |  |  |  |  |  |  |  |
|  |                                                                 |  |  |  |  |  |  |  |  |  |  |  |  |  |  |  |
|  | 12. Enric III d'Anglaterra                                      |  |  |  |  |  |  |  |  |  |  |  |  |  |  |  |
|  |                                                                 |  |  |  |  |  |  |  |  |  |  |  |  |  |  |  |
|  |                                                                 |  |  |  |  |  |  |  |  |  |  |  |  |  |  |  |
|  | 25. Isabel d'Angulema                                           |  |  |  |  |  |  |  |  |  |  |  |  |  |  |  |
|  |                                                                 |  |  |  |  |  |  |  |  |  |  |  |  |  |  |  |
|  |                                                                 |  |  |  |  |  |  |  |  |  |  |  |  |  |  |  |
|  | 6.Eduard I d'Anglaterra                                         |  |  |  |  |  |  |  |  |  |  |  |  |  |  |  |
|  |                                                                 |  |  |  |  |  |  |  |  |  |  |  |  |  |  |  |
|  |                                                                 |  |  |  |  |  |  |  |  |  |  |  |  |  |  |  |
|  | 26. Ramon Berenguer V de Provença                               |  |  |  |  |  |  |  |  |  |  |  |  |  |  |  |
|  |                                                                 |  |  |  |  |  |  |  |  |  |  |  |  |  |  |  |
|  |                                                                 |  |  |  |  |  |  |  |  |  |  |  |  |  |  |  |
|  | 13. Elionor de Provença                                         |  |  |  |  |  |  |  |  |  |  |  |  |  |  |  |
|  |                                                                 |  |  |  |  |  |  |  |  |  |  |  |  |  |  |  |
|  |                                                                 |  |  |  |  |  |  |  |  |  |  |  |  |  |  |  |
|  | 27. Beatriu de Savoia                                           |  |  |  |  |  |  |  |  |  |  |  |  |  |  |  |
|  |                                                                 |  |  |  |  |  |  |  |  |  |  |  |  |  |  |  |
|  |                                                                 |  |  |  |  |  |  |  |  |  |  |  |  |  |  |  |
|  | 3.Joana d'Acre                                                  |  |  |  |  |  |  |  |  |  |  |  |  |  |  |  |
|  |                                                                 |  |  |  |  |  |  |  |  |  |  |  |  |  |  |  |
|  |                                                                 |  |  |  |  |  |  |  |  |  |  |  |  |  |  |  |
|  | 28. Alfons IX de Lleó                                           |  |  |  |  |  |  |  |  |  |  |  |  |  |  |  |
|  |                                                                 |  |  |  |  |  |  |  |  |  |  |  |  |  |  |  |
|  |                                                                 |  |  |  |  |  |  |  |  |  |  |  |  |  |  |  |
|  | 14. Ferran III de Castella                                      |  |  |  |  |  |  |  |  |  |  |  |  |  |  |  |
|  |                                                                 |  |  |  |  |  |  |  |  |  |  |  |  |  |  |  |
|  |                                                                 |  |  |  |  |  |  |  |  |  |  |  |  |  |  |  |
|  | 29. Berenguera de Castella                                      |  |  |  |  |  |  |  |  |  |  |  |  |  |  |  |
|  |                                                                 |  |  |  |  |  |  |  |  |  |  |  |  |  |  |  |
|  |                                                                 |  |  |  |  |  |  |  |  |  |  |  |  |  |  |  |
|  | 7.Elionor de Castella                                           |  |  |  |  |  |  |  |  |  |  |  |  |  |  |  |
|  |                                                                 |  |  |  |  |  |  |  |  |  |  |  |  |  |  |  |
|  |                                                                 |  |  |  |  |  |  |  |  |  |  |  |  |  |  |  |
|  | 30. Simó de Dammartin                                           |  |  |  |  |  |  |  |  |  |  |  |  |  |  |  |
|  |                                                                 |  |  |  |  |  |  |  |  |  |  |  |  |  |  |  |
|  |                                                                 |  |  |  |  |  |  |  |  |  |  |  |  |  |  |  |
|  | 15. Joana de Dammartin                                          |  |  |  |  |  |  |  |  |  |  |  |  |  |  |  |
|  |                                                                 |  |  |  |  |  |  |  |  |  |  |  |  |  |  |  |
|  |                                                                 |  |  |  |  |  |  |  |  |  |  |  |  |  |  |  |
|  | 31. Maria de Ponthieu                                           |  |  |  |  |  |  |  |  |  |  |  |  |  |  |  |
|  |                                                                 |  |  |  |  |  |  |  |  |  |  |  |  |  |  |  |
|  |                                                                 |  |  |  |  |  |  |  |  |  |  |  |  |  |  |  |